# ベレー帽

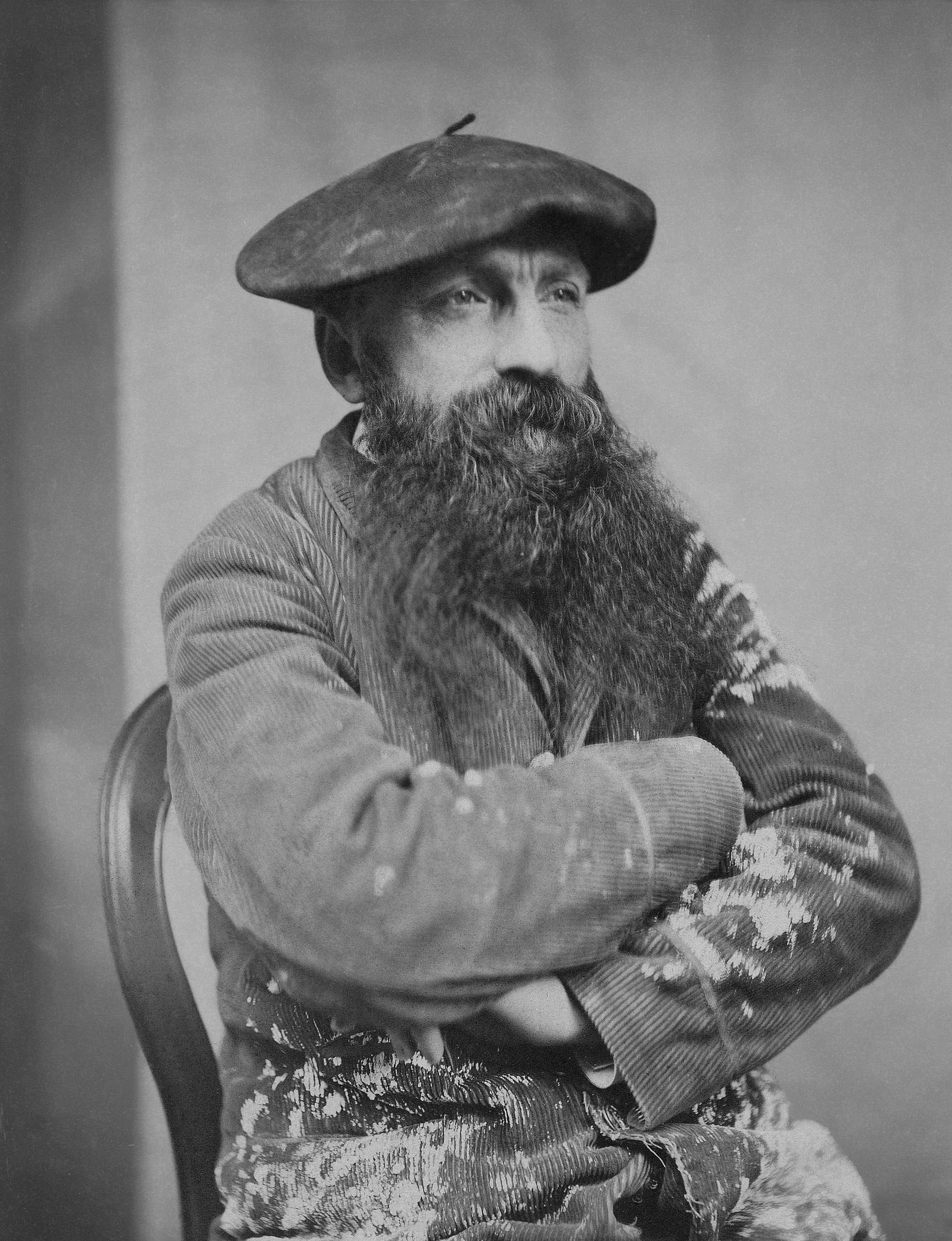
私服として用いられるベレー帽。（オーギュスト・ロダン）

ベレー帽（ベレーぼう、フランス語: béret）は、軟らかく丸くて平らな、鍔や縁のない帽子である。ウールフェルト製が多いが、様々な素材で作られる。
ベレー帽の形は、かつては円周が比較的小さな「バスク・ベレー」と大きな「ブレトン・ベレー」とに分けられたこともあった。今日では、頂点のチョボ（ポッチ）と内側のビン革（スベリ）があるバスク・ベレーと、それらがなく、かぶり口にトリミングが施されたアーミー・ベレー（ミリタリー・ベレー、モンティ・ベレー）に分類されるのが一般的である。ただし、両者の中間を含め、様々なデザインのものがある。
チョボは、布を用いず羊毛の繊維束を木型の上に放射状に並べて織る伝統的なベレー帽製造工程において、束の要（中心）となった部分（の反対側を切り落としたもの）であったが、今日では伝統的な作り方をしていないものでも付けられることがある。

## 由来と普及
鍔や縁のない被り物は、青銅器時代には使用されていたとされる。今日でも用いられる正統的なベレー（バスク・ベレー）の原型は、中世以前、古代ローマ時代からフランスのベアルン地方で、日よけ・風よけなどの実用品として被られていたものが、同じピレネー山脈のスペイン・フランス国境のバスク地方でも広く使われるようになり、さらに貴族や都市住民、農民やランツクネヒトによっても用いられるようになったものとされる。のちにバスク地方を訪れたナポレオン3世が「ベレー・バスク」と呼んだことから、同地方の帽子として、フランス、スペイン、イタリアをはじめ世界中に広まった。

### 軍帽・制帽として

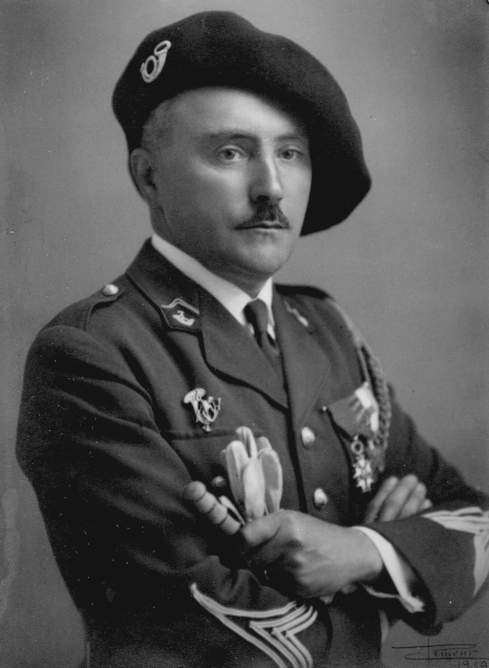
部隊内で« la tarte »と呼ばれるベレー帽をかぶっているフランスの山岳部隊アルペン猟兵の司令官Soutiras (1939年)。アルペン猟兵のベレー帽が軍用ベレー帽の発祥とされる。

一般の服装としての利用だけでなく、第二次世界大戦頃から制帽、あるいは軍帽としてのアーミー・ベレーが普及し始め、現在では世界各国で用いられている。
軍隊や警察・官公庁では、革製の縁取り（サイズ微調整用のひもを内蔵）が外から見える形で縫い付けられ、所属や階級等を表す徽章（ベレーバッジ）を付けることが一般的である。また、所属機関・部隊等によって識別のため帽体生地の色を変えている場合もある。
アメリカ陸軍では当初は、特殊（緑）・第75レンジャー連隊（黒）・空挺（栗色）の各部隊に所属する将兵にのみ官帽（service cap）と別に着用を認め（つまり特殊技能者、エリートの証明。ベレー帽を用いる場合、作業服・野戦服ではない通常の制服（ストレートズボン）であっても、靴は短い革靴ではなくブーツ着用を義務付けられた）、一般軍人の略帽としてはギャリソンキャップを採用することが多かったが、次第にベレー帽が広まった。
1975年にジョン・ウェイン主演の映画『グリーン・ベレー』が作られ有名になった。
2001年に時の参謀総長エリック・シンセキによって、士気向上を狙って一般部隊用として黒色ベレー帽、レンジャー部隊用としてはタン色ベレー帽が導入された。しかし将兵たちからは「両手を使わないと被れないため、戦闘服・作業服の際には不便」と不評で、2011年からは迷彩のパトロールキャップに改められた。ベレー帽自体はその後も、指揮官の判断によって儀式等の場で着用する軍帽として存続している。特にバンクロフト社の製品が各国で採用されていることで有名である。アメリカ空軍は水色のベレーが略帽である。
陸上自衛隊でも1992年に略帽としてベレー帽を採用した。

### 日本社会でのイメージ

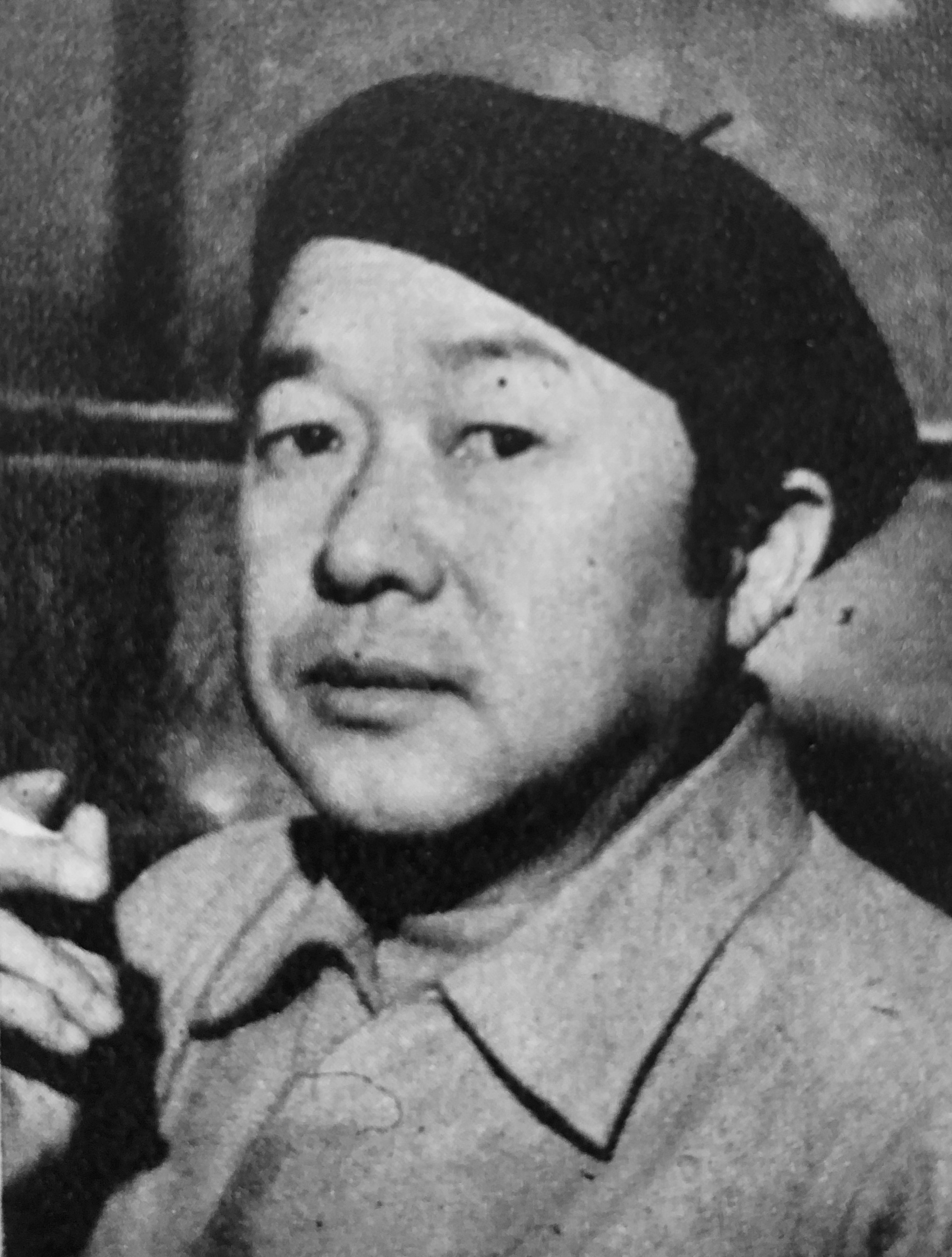
横山隆一

ピカソやロダンをはじめとする画家などの芸術家が愛用したため、その肖像画・肖像写真とともに伝わった日本ではフランス人の帽子、あるいは画家を示す記号としてイメージされた。
日本においては1930年代、漫画家の団体「新漫画派集団」が上記のイメージを利用してベレー帽を団体の「制帽」に定め、特に同団体の中心人物である横山隆一が戦後まで愛用したことに端を発し、手塚治虫や藤子・F・不二雄ら後続の漫画家たちが公の場に出る際の服装としてベレー帽が流行した時期があった。さいとう・たかをはベレー帽をかぶった自画像をプロダクションのトレードマークとしている。より若い世代では、島本和彦が用いている。
日本のボーイスカウトの一部では制帽として採用している。
1991年秋には日本の国会でベレー帽論争があった。当時社会党所属の衆議院議員長谷百合子が衆議院規則で禁じられている帽子をかぶって本会議に出席し、賛否両論を起こした。長谷は新宿のゴールデン街でバーを開業していた経歴の持ち主で、ベレー帽はトレードマークだった。議場で帽子や外套、襟巻きなどを身につけてはいけないとの規則があるのは当選後に知ったという。ところが1986年に来日したダイアナ妃が帽子をかぶって衆院本会議場に臨席していたことも判明した。「帽子はファッションの一部。石頭国会に挑戦する」と行動に打って出たが、「国賓」だから別という意見も出て、長老議員らの説得でベレー帽は自粛した。

## 被り方
一般用のベレーについて特に決まりはないが、軍隊などで使われるアーミーベレーは、斜めに被ってどちらか一方を立て、反対側を下げることが多く、バスクベレーでもその傾向がある。
制服の一部である制帽として着用する場合、立てた側や正面にベレーバッジと呼ばれる帽章を取り付けることが多い。被り方は、ベレーを制帽として制定している国により異なり、さらには同じ国においても組織（軍種等）・部署（兵科）、あるいは時代により異なる場合がある。フランス、スペイン、イタリアなどでは、向かって左側（着用者本人から見て右側）を立てる場合が多く、イギリスなどそれ以外の国では反対の向かって右側（着用者本人から見て左側）を立てる場合が多いとされる。同じフランス軍の中でも、海軍コマンドは1942年にイギリスで設立・養成された経緯から、ベレーをイギリス式に着用する。一方、かつてのソ連や社会主義諸国では水平に被って前を立てるアーミーベレーが採用され、ロシアなどに受け継がれている。こうした被り方に対応するため、丸型ではなく非対称形状をしていて、立てる側をあらかじめ決めて作られたものもある。
他に過去の特殊な例としては、ナチス政権下のドイツ国防軍で、戦車兵用の黒上下の服に合わせて採用された黒ベレーがある。これは正面中央に帽章をつけて正面全体を立て、後頭部に当たる背面全体を下げるという被り方で、内側に耐衝撃用の軟式ライナーを重ねて着用された（詳細は軍服_(ドイツ国防軍陸軍)#戦車兵の軍服を参照）。第二次世界大戦後は、ドイツ連邦軍ではイギリス式、国家人民軍ではソ連他社会主義国の方式に準じたかぶり方を採用した。

## 生地色
一つの国の軍隊であっても、部隊の種類によって生地の色が異なることが多く、例えばアメリカ陸軍の場合、現在は緑（特殊部隊）、タン（レンジャー部隊）、栗色（空挺部隊）のように分類されている。
他方、陸上自衛隊では、国連に派遣した部隊を除き、全ての部隊において濃緑色のみが用いられている。
国際連合平和維持活動参加部隊のベレー帽は所属国、組織を問わず国連色である淡いブルーで統一されることから「ブルーベレー」とも称される。

## ギャラリー

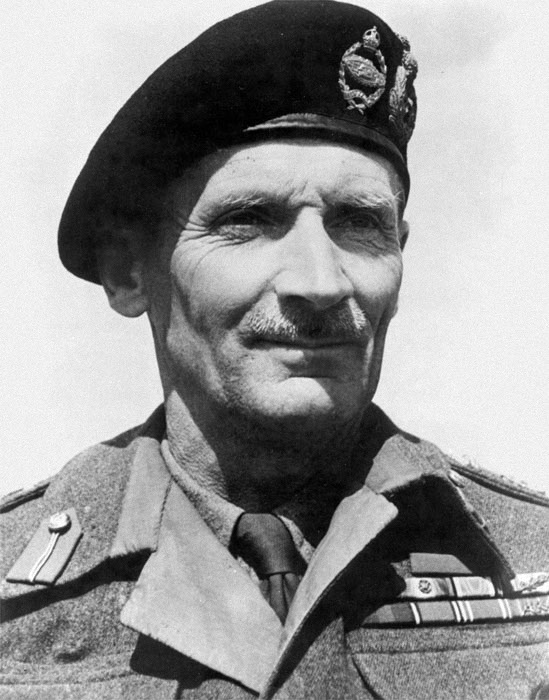
第2次大戦中に装甲部隊の黒ベレー（「モンティベレー」）を愛用したイギリス軍のモントゴメリー子爵
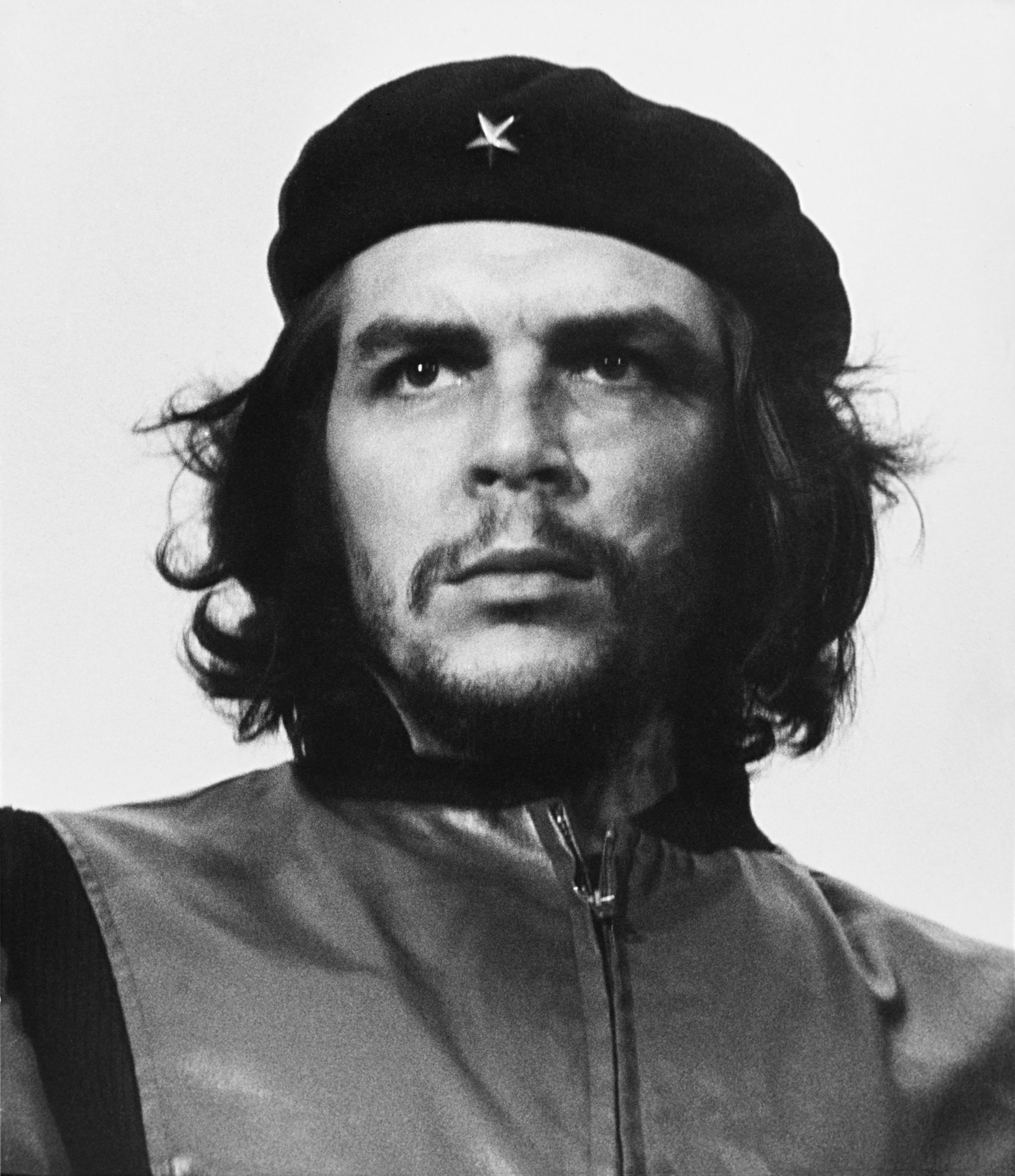
チェ・ゲバラ（アルベルト・コルダ撮影の「英雄的ゲリラ」）。父親がバスク系であり、伝統的なバスクベレーを愛用した。
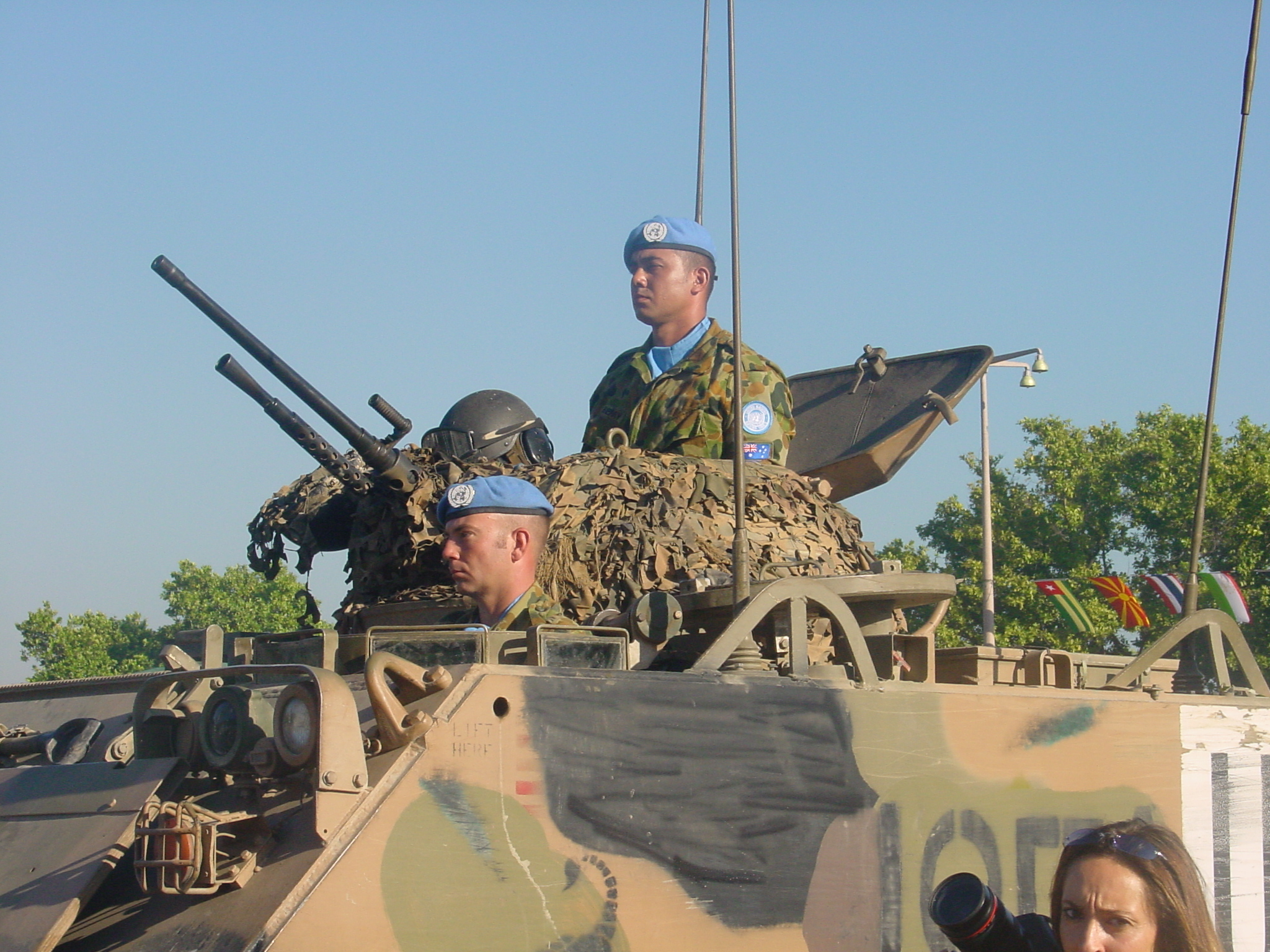
国連平和維持活動参加部隊であることを示すベレーを着用するオーストラリア兵。
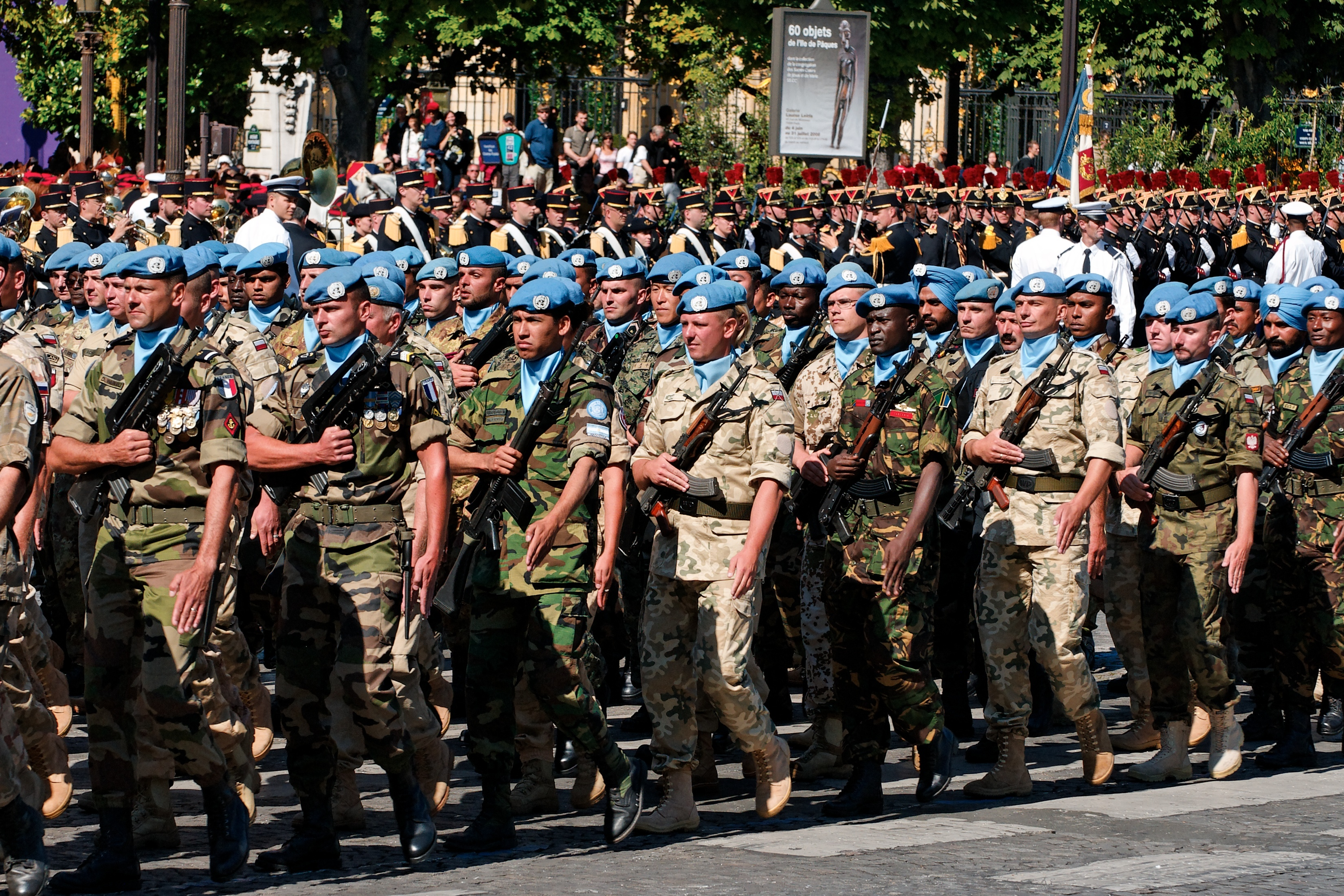
フランス革命記念日のパレードに参加した国連平和維持活動参加部隊。ベレーの布地は国際連合のシンボルカラーである水色で共通だが、国によって細かな形状が異なっている。インド部隊のシーク教徒だけ例外的にターバンを着用。
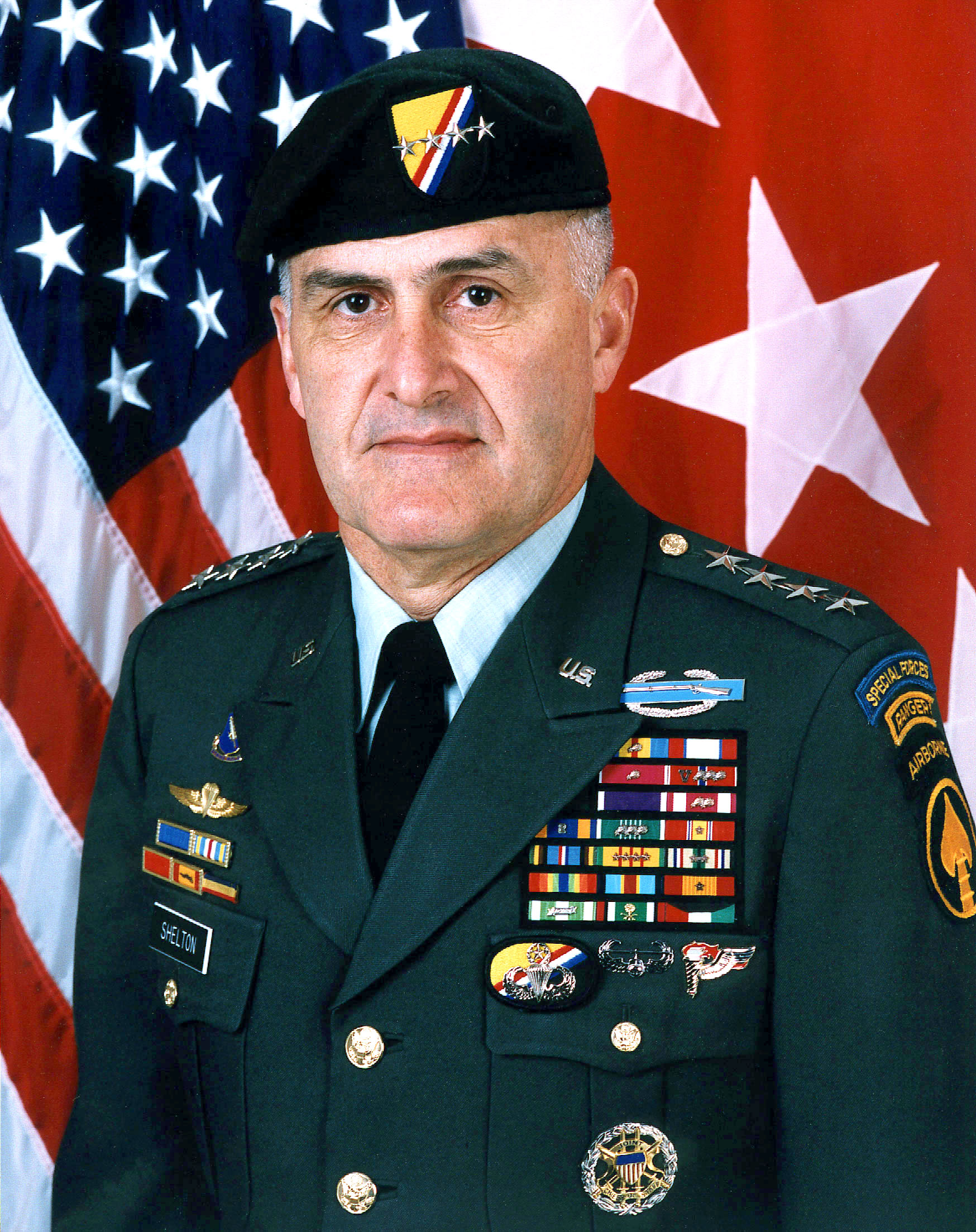
黒ベレー姿のヘンリー・シェルトン・アメリカ陸軍大将。常装と共に用いている。1997年、アメリカ特殊作戦軍司令官当時。
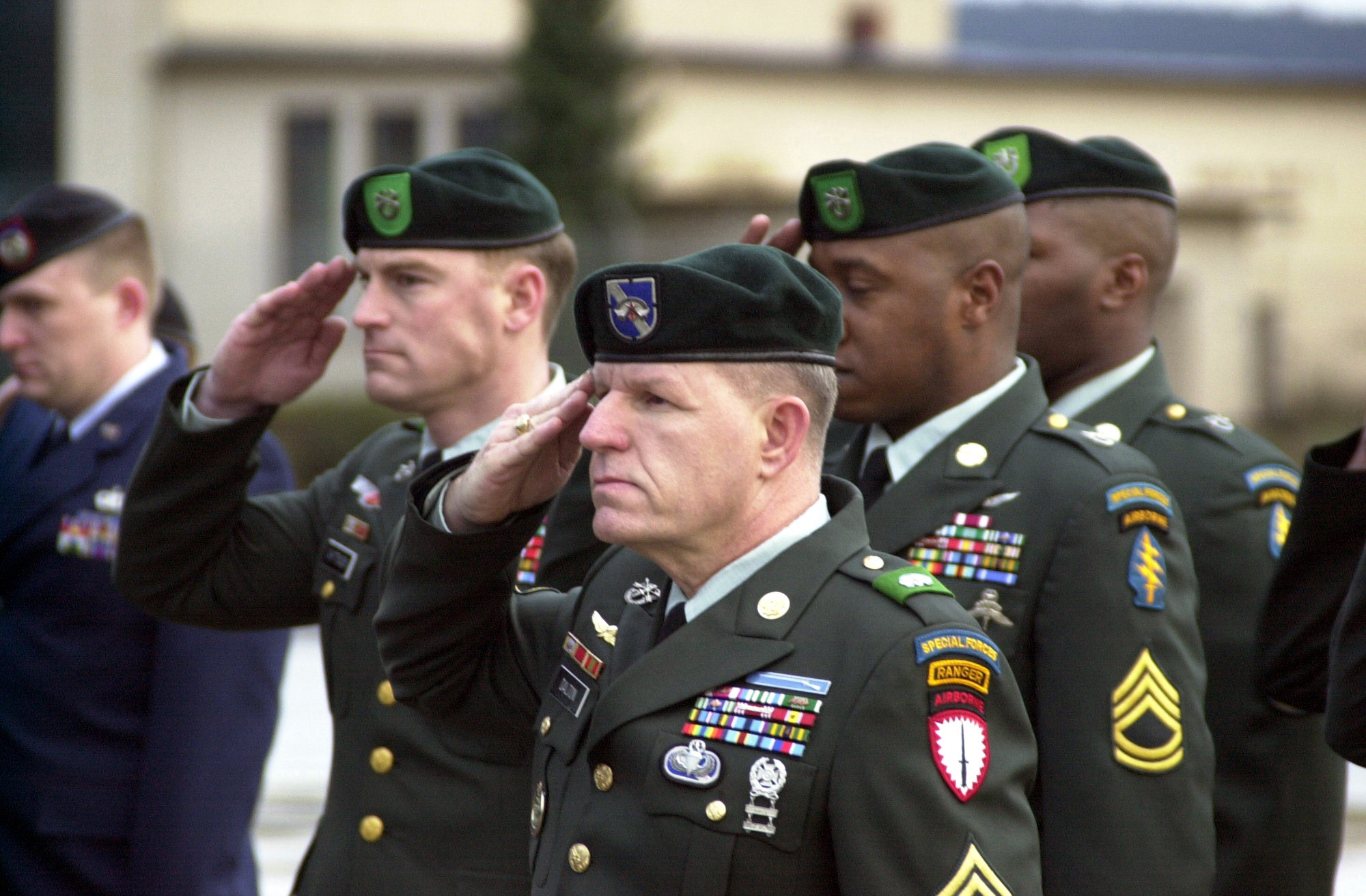
アメリカ陸軍特殊部隊グリーンベレー（ベレーが部隊の通称となっている例）
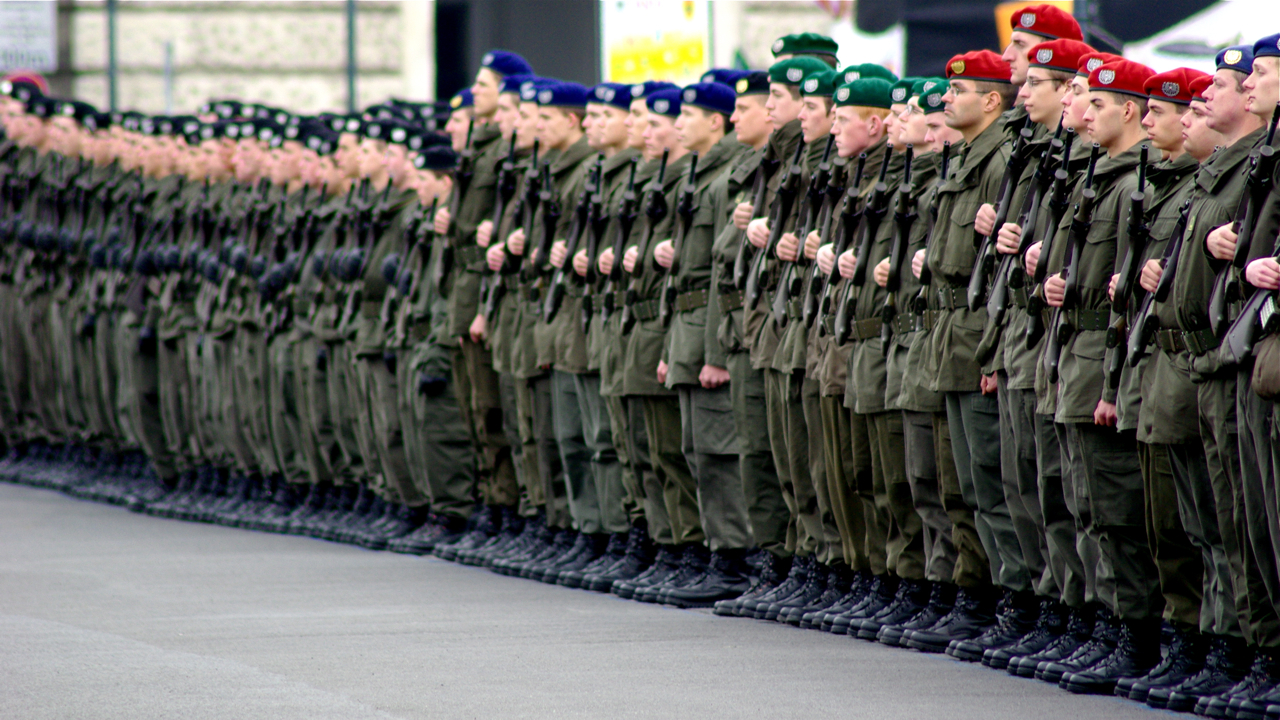
オーストリア陸軍の兵士。兵科や部隊によって着用するベレーの色が異なる。
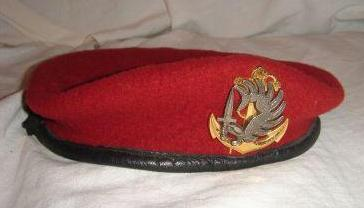
フランス空挺部隊の赤ベレー(Béret rouge)
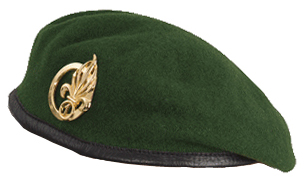
フランス外人部隊の緑ベレー（Béret vert）
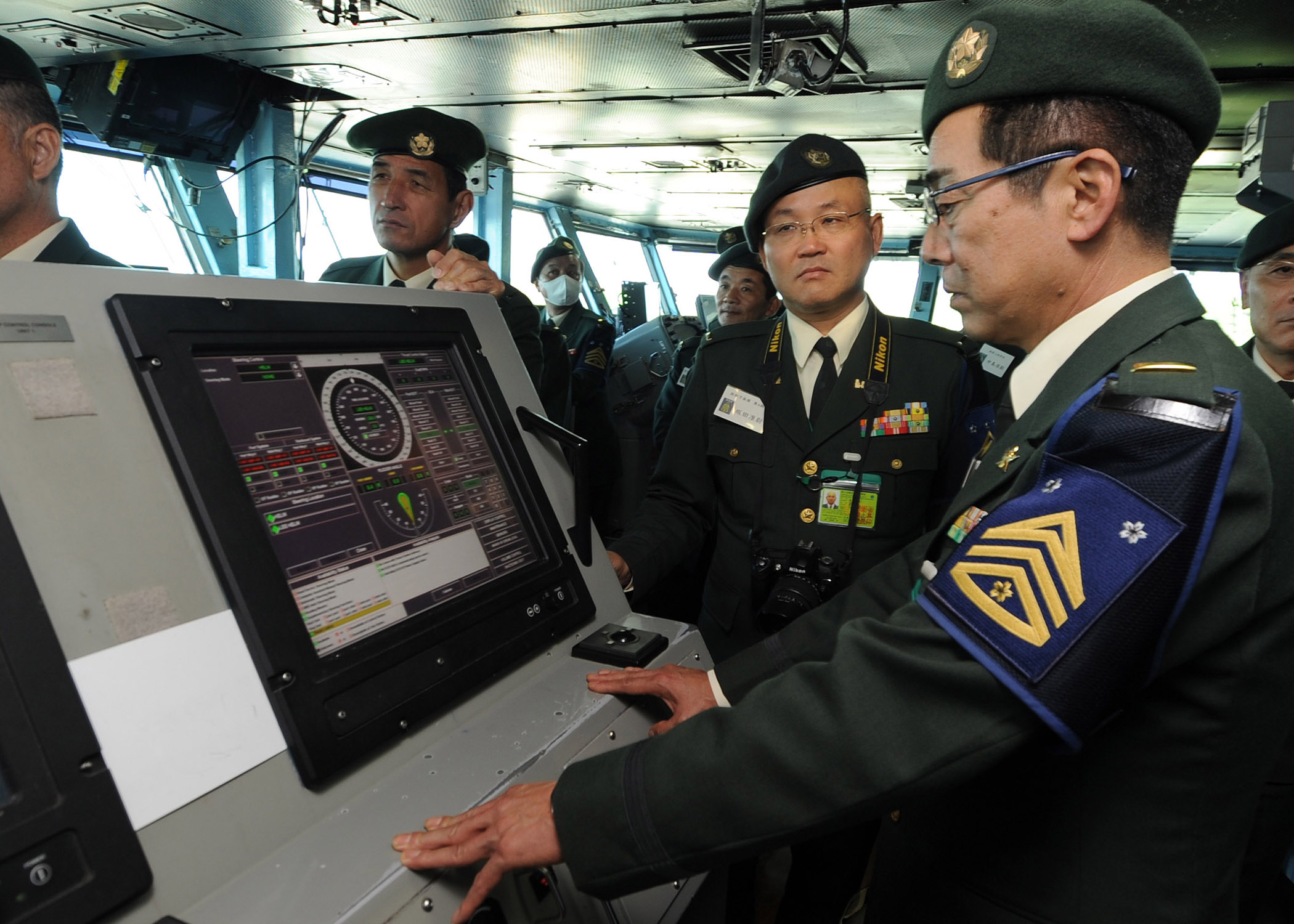
ベレー（略帽）を着用する陸上自衛官
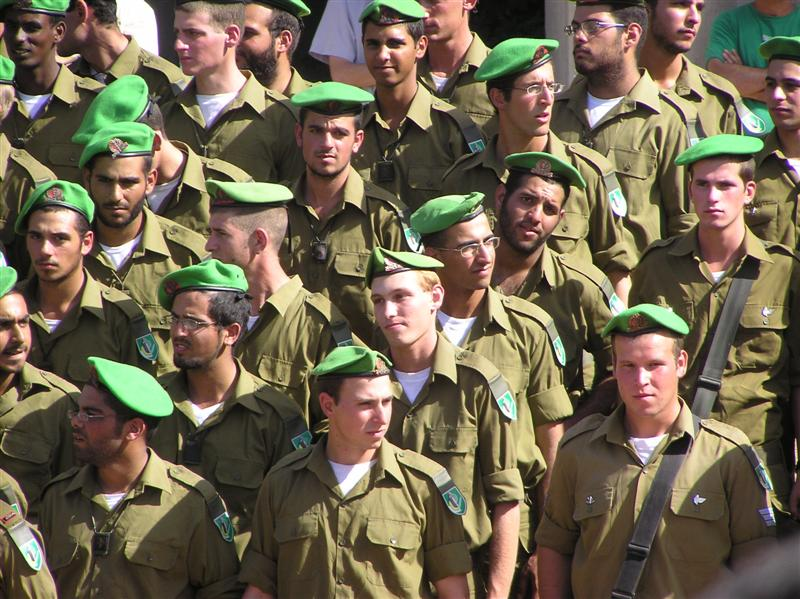
ベレーを着用するイスラエル国防軍兵士。黄緑色の布地はナハル歩兵旅団を示す。
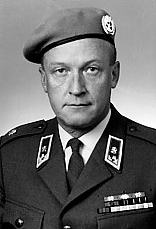
ベレーを着用するフィンランド陸軍将官
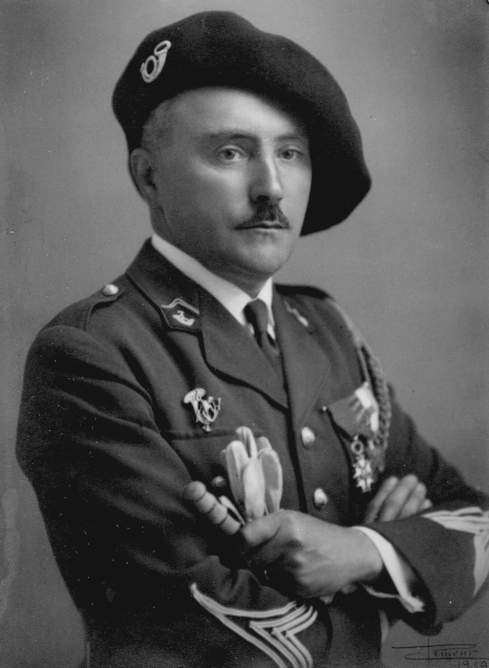
ベレーを着用するフランス陸軍士官。フランス軍やスペイン軍は徽章を右に回し、ベレーを左に垂らして被る。
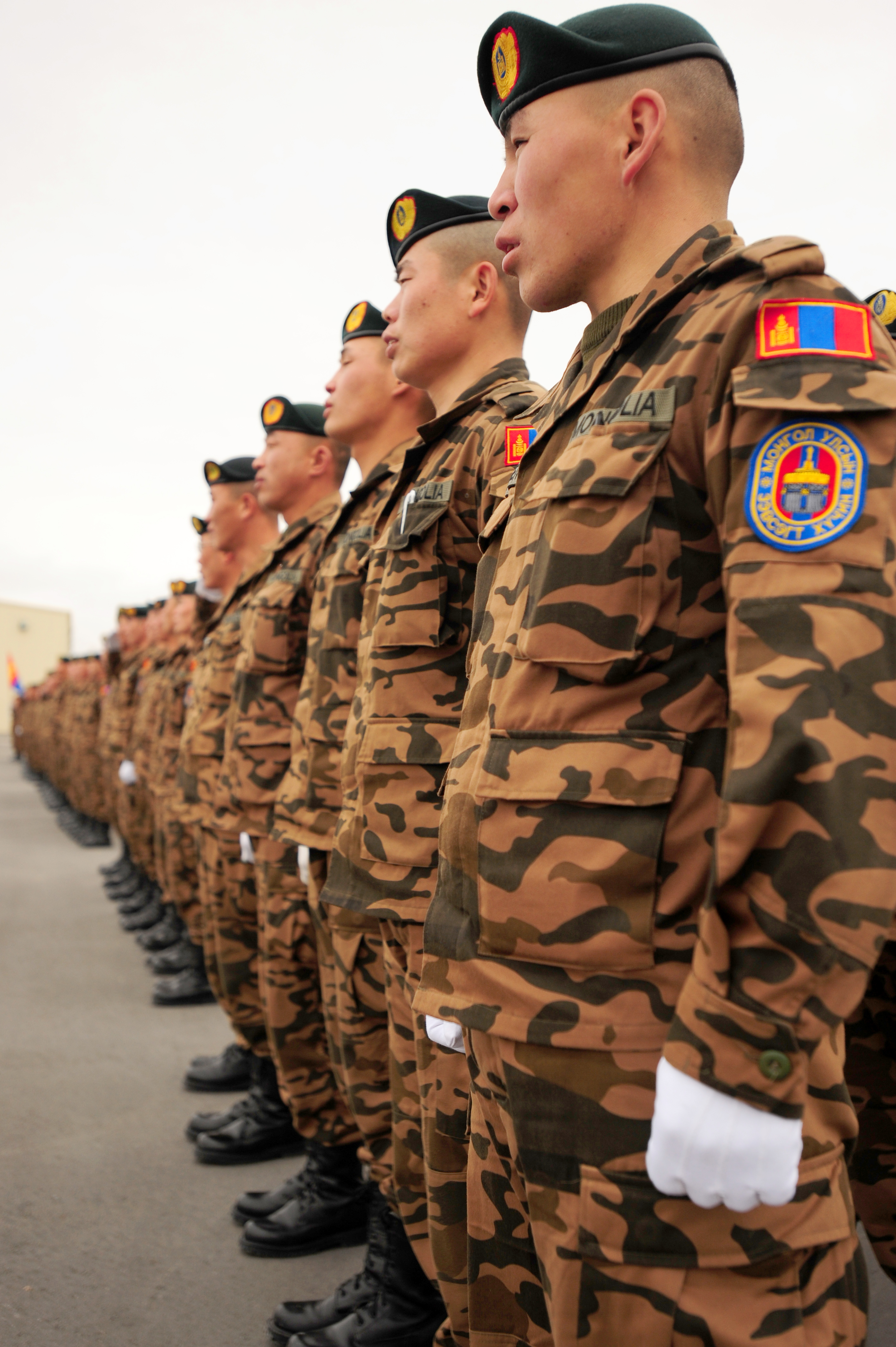
ベレーを着用し整列するモンゴル陸軍兵士
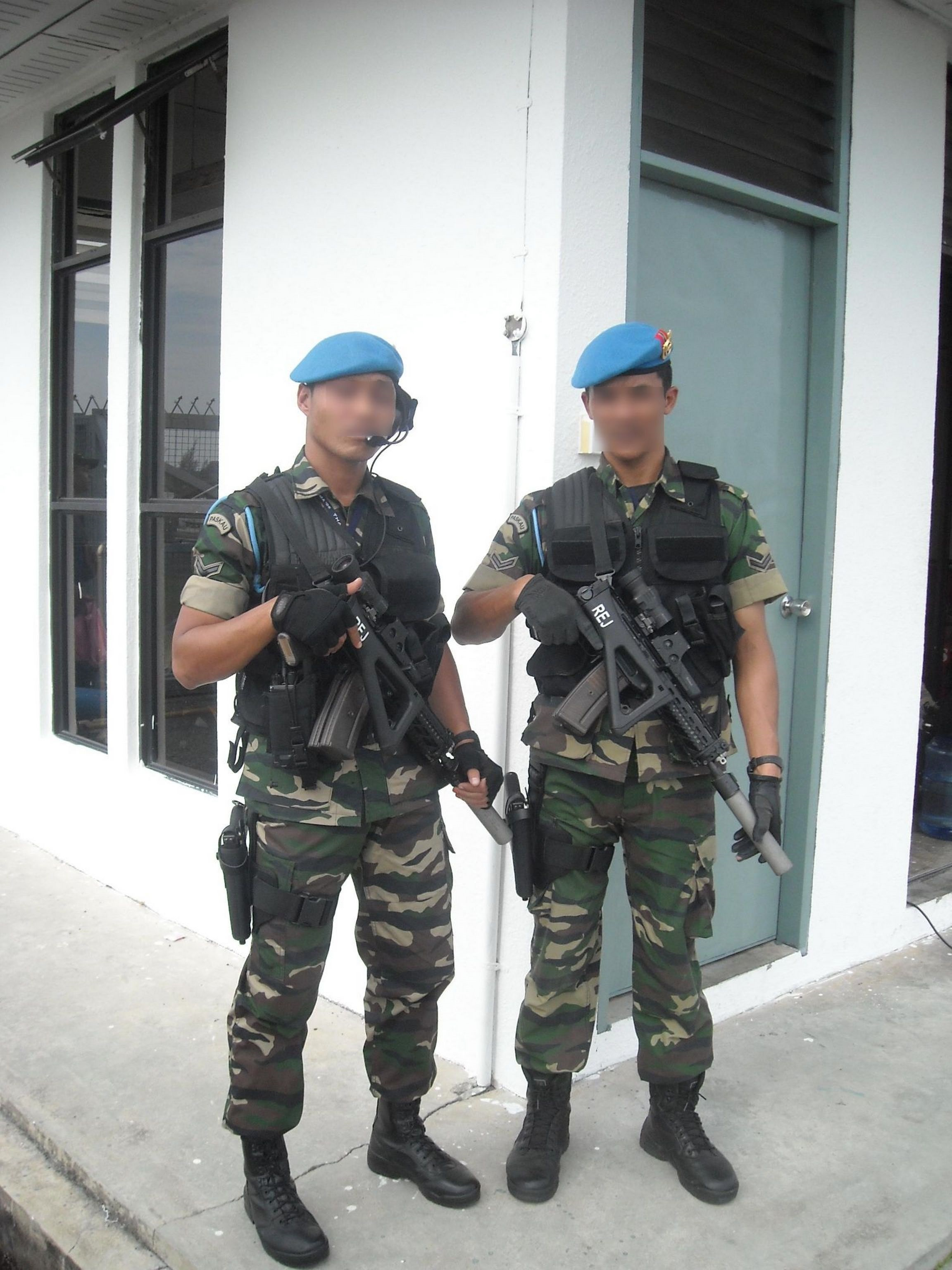
ベレーを着用するマレーシア空軍特殊部隊(PASKAU)隊員
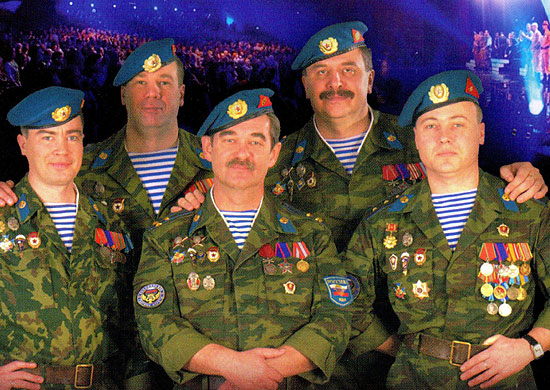
ベレーを着用したロシア空挺軍歌舞アンサンブルのメンバーたち。 ベレー本体を傾けて被っているが、徽章は正面に付けられている。
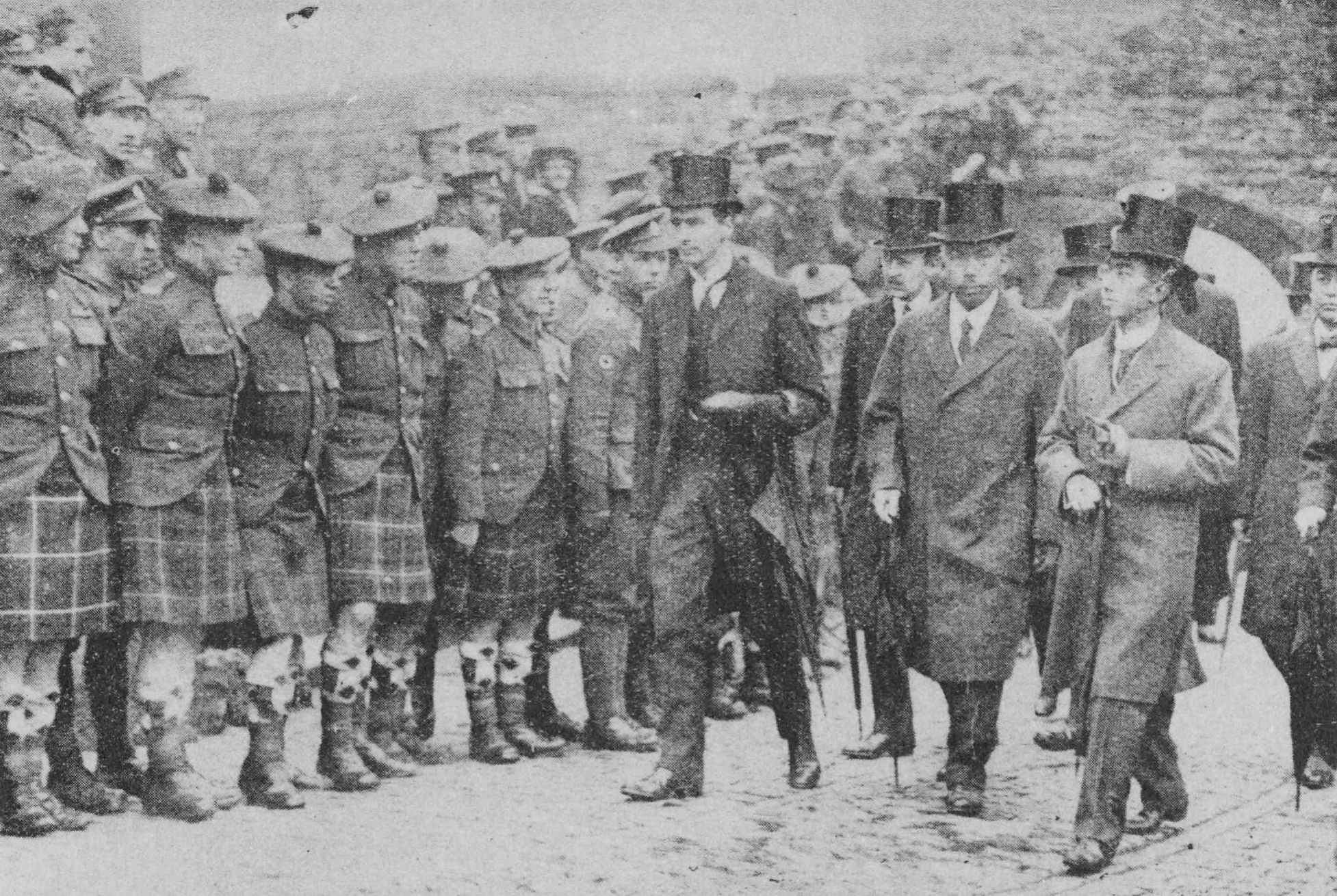
ベレーの一種タム・オ・シャンタ帽を被ったロイヤル・スコッツ兵（左側）。エジンバラに到着した皇太子裕仁親王（昭和天皇、右端）を迎えている。1921年
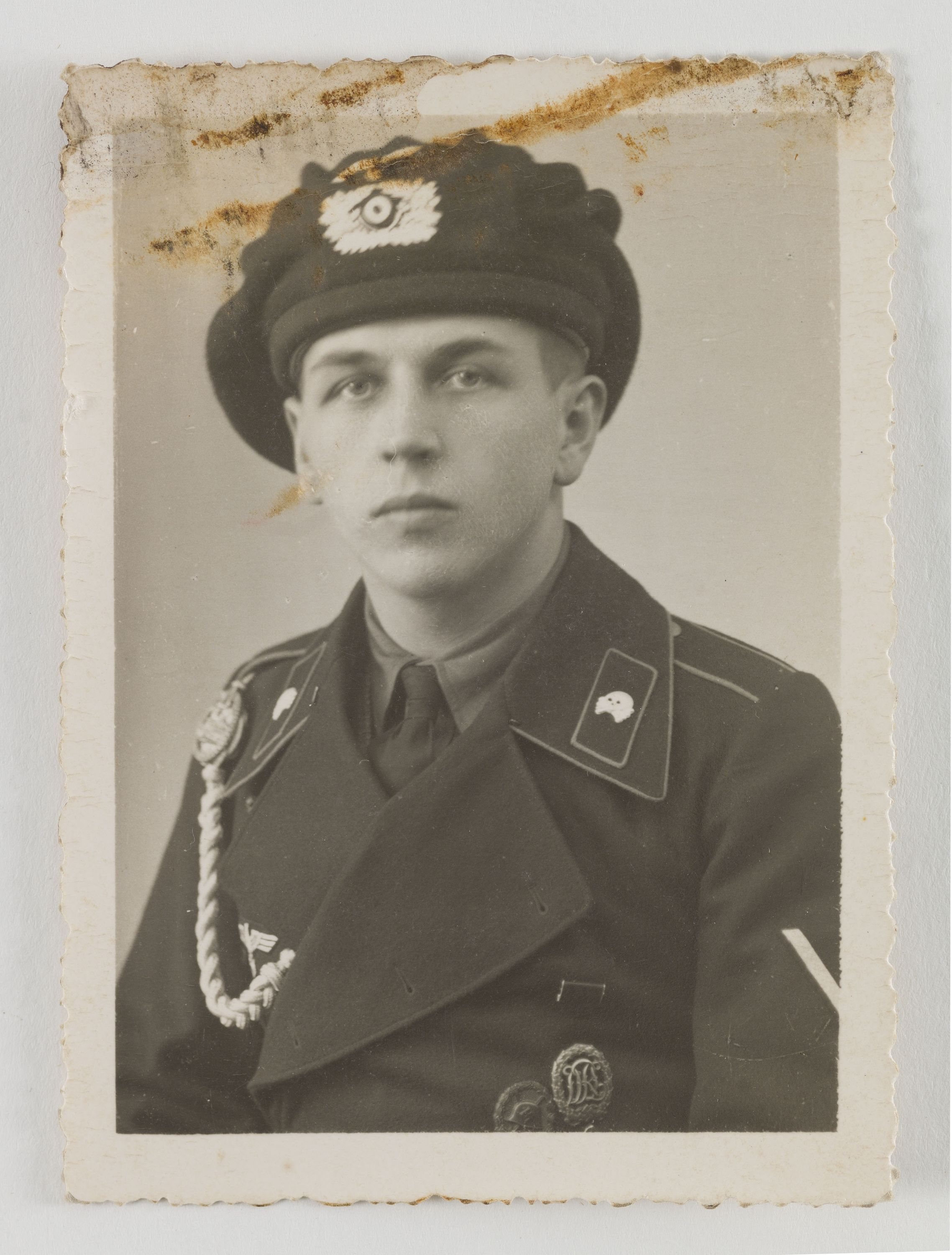
黒ベレーを着用したドイツ国防軍戦車兵。

## その他
ベレー投げ世界選手権（championnat du monde de lancer de béret ）が行われる。
フランス人はベレー帽をかぶっている ‐ 他国人から見るフランス人のステレオタイプ